# Модер, Якуб
Я́куб Пётр Мо́дер (пол. Jakub Piotr Moder; род. 7 апреля 1999, Щецинек, Западно-Поморское воеводство) — польский футболист, полузащитник клуба «Фейеноорд» и национальной сборной Польши. Участник двух чемпионатов Европы (2020 и 2024).

## Клубная карьера

### Ранняя карьера
Модер родился в Щецинеке. Первые шаги в футболе делал в «Фортуне» (Велень), а в 2011 году он присоединился к академии клуба «Варта».

### «Лех»
В 2014 году Модер присоединился к академии «Леха», а в 2016 году был переведен в резервную команду. 2 апреля 2018 дебютировал за первую команду, выйдя на замену, в гостевом матче Экстраклассы против краковской «Вислы».

#### Аренда в «Одре»
18 июня 2018 года Модер был отдан в аренду команде «Одра» (Ополе).

#### Сезон 2019/2020
Вернувшись из аренды в «Одре», Модер продлил свой контракт с «Лехом» до 2023 года. Под руководством Дариуша Журава он быстро стал постоянным игроком стартового состава. Свою первую результативную передачу за «Лех» сделал в выездной матче против «Гурника» (Забже), а в феврале 2020 года забил свой первый гол в домашней игре против «Ракува» (3:0). 20 июня 2020 года Модер реализовал штрафной удар из-за пределов штрафной, который помог познанской команде в выездной игре победить «Пяст» из Гливице (2:0). В июне 2020 года был признан лучшим молодым игроком месяца в Экстракласы. Модер помог «Леху» в сезоне 2019/20, завершить сезон вторыми в национальном чемпионате.

#### Сезон 2020/2021
В сделал голевую передачу в домашней игре квалификационном раунда Лиги Европы против «Валмиеры» (3:0). 20 сентября 2020 года Модер забил победный гол в домашнем матче против «Варты» (1:0).

### «Брайтон энд Хоув Альбион»
6 октября 2020 года Модер подписал контракт с английским клубом «Брайтон энд Хоув Альбион» за сумму в размере 6 миллионов фунтов стерлингов.

#### Аренда в «Лехе»
Модер сразу был отдан в аренду в «Лех». Несмотря на неудачный старт познанской команды, Модер помог команде, забив 4 гола и отдал 2 голевые передачи. 22 октября 2020 года Модер дебютировал в групповой стадии Лиги Европы в домашнем матче против лиссабонской «Бенфики».
18 декабря, после вылета «Леха» из Лиги Европы, было объявлено, что 31 декабря Модер будет отозван из аренды. Последний матч за познанский клуб провёл 19 декабря против краковской «Вислы».

#### Сезон 2020/2021
Модер дебютировал за «Брайтон» 10 февраля 2021 года, начав и сыграв все 90 минут в выездной игре против «Лестер Сити» в пятом раунде Кубка Англии. 27 февраля он дебютировал в Премьер-лиге, заменив на 84-й минуте Бена Уайта, в гостевой игре против «Вест Бромвич Альбион». Впервые в стартовый состав за «чаек» Модер появился в домашнем матче против «Ньюкасл Юнайтед».

#### Сезон 2021/2022
14 августа Модер помог «Альбиону» сравнять счет, забросив мяч в штрафную, где его встретил Нил Мопе, а Алексис Макаллистер забил победный гол пять минут спустя в победном первом матче сезона 2021/2022 над «Бернли» (2:1).Он забил свой первый гол за «Брайтон», открыв счет в выездной игре против «Кардифф Сити» 24 августа во втором раунде Кубка Английской футбольной лиги (2:0), который также стал его дебютом в Кубке Лиги. Модер забил свой второй гол за «Брайтон» 8 января 2022 года, снова в кубковом турнире, на этот раз в третьем раунде Кубка Англии, где сравнял счет и отдал голевую передачу на Мопе в победном выездном матче против «Вест Бромвич Альбиона» (2:1). 2 апреля во время домашнего матча против «Норвич Сити» (0:0) Модер неудачно приземлился, что привело к травме передней крестообразной связки (ПКС). В результате он не только пропустил остаток сезона, но и не смог поехать на чемпионате мира 2022 года в Катар.

#### Сезон 2022/2023
Модер пропустил весь сезон 2022/2023 из-за травмы, полученной в апреле 2022 года. Он вернулся к тренировкам в апреле 2023 года.

#### Сезон 2023/2024
В начале октября 2023 года Модер, как сообщается, принимал участие в полноценных тренировках и играл в товарищеском матче за закрытыми дверями. Он впервые появился за «Брайтон» с апреля 2022 года, когда вышел на замену в победном матче против «Ноттингем Фореста» (3:2) 25 ноября 2023 года.

### «Фейеноорд»
20 января 2025 года Модер перешёл в нидерландский клуб «Фейеноорд» за нераскрытую сумму. Он дебютировал 2 февраля, выйдя в стартовом составе в проигрышном матче против «Аякса» (1:2). 11 марта 2025 года Модер забил свой первый гол в Лиге чемпионов, в ответном матче 1/8 финала против итальянского «Интернационале», который «Фейеноорд» проиграл по сумме двух матчей со счётом 1:4.

## Международная карьера
Дебют за национальную сборную Польши состоялся 4 сентября 2020 в матче Лиге наций УЕФА 2020/2021 против сборной Нидерландов, заменив Пётр Зелиньского. В отсутствие Роберта Левандовский он получил футболку с номером 9 во время его дебюта. 11 ноября 2020 года он забил свой первый гол за сборную всего через несколько секунд после того, как заменил Аркадиуша Милика в товарищеском матче против Украины (2:0). Свой второй гол за Польшу, воспользовавшись ошибкой Джона Стоунза в выездной игре против Англии 31 марта 2021 года в отборочном матче чемпионата мира 2022 года.
17 мая 2021 года Модер был включён в список 26 футболистов сборной Польши на чемпионат Европы 2020 года, при этом турнир состоялся летом 2021 года из-за переноса, связанного с коронавирусом. 13 июня Модер вышел на замену на 85-й минуте, заменив Матеуша Клиха в первом матче Польши против Словакии, где поляки проиграли со счётом 1:2 на стадионе «Санкт-Петербург» в одноимённом городе. Во втором групповом матче Польши против Испании он вышел в стартовом составе, где заработал в свои ворота пенальти и получил жёлтую карточку. Однако, Жерар Морено попал в штангу, и матч на севильском стадионе «Олимпийский» в конечном итоге закончился со счетом 1:1. Модер вместе с Яном Беднареком были травмированы в решающем матче против Швеции, в котором Польша проиграла со счётом 2:3 в Санкт-Петербурге, завершив свой турнир и заняв последнее место в группе E.
Модер не попал в состав на чемпионат мира 2022 года из-за травмы, полученной во время игры за «Брайтон», из-за которой он выбыл более чем на год.
В июне 2024 года главный тренер сборной, Михал Пробеж, включил его состав на чемпионат Европы 2024 в Германии.

## Статистика

### Клубная
| Клуб                     | Сезон      | Лига         | Лига  | Лига | Кубок | Кубок | Кубок лиги | Кубок лиги | Европа | Европа | Итог  | Итог |
| Клуб                     | Сезон      | Дивизион     | Матчи | Голы | Матчи | Голы  | Матчи      | Голы       | Матчи  | Голы   | Матчи | Голы |
| ------------------------ | ---------- | ------------ | ----- | ---- | ----- | ----- | ---------- | ---------- | ------ | ------ | ----- | ---- |
| Лех II                   | 2016/17    | Третья лига  | 28    | 5    | —     | —     | —          | —          | —      | —      | 28    | 5    |
| Лех II                   | 2017/18    | Третья лига  | 25    | 2    | —     | —     | —          | —          | —      | —      | 25    | 2    |
| Лех II                   | 2019/20    | Вторая лига  | 8     | 0    | —     | —     | —          | —          | —      | —      | 8     | 0    |
| Лех II                   | Итог       | Итог         | 61    | 7    | —     | —     | —          | —          | —      | —      | 61    | 7    |
| Лех                      | 2017/18    | Экстракласса | 1     | 0    | 0     | 0     | —          | —          | —      | —      | 1     | 0    |
| Лех                      | 2019/20    | Экстракласса | 26    | 5    | 4     | 0     | —          | —          | —      | —      | 30    | 5    |
| Лех                      | 2020/21    | Экстракласса | 14    | 4    | 1     | 0     | —          | —          | 10     | 0      | 25    | 4    |
| Лех                      | Итог       | Итог         | 41    | 9    | 5     | 0     | —          | —          | 10     | 0      | 56    | 9    |
| Одра (Ополе) (аренда)    | 2018/19    | Первая лига  | 31    | 4    | 4     | 0     | —          | —          | —      | —      | 35    | 4    |
| Брайтон энд Хоув Альбион | 2020/21    | Премьер-лига | 12    | 0    | 1     | 0     | —          | —          | —      | —      | 13    | 0    |
| Брайтон энд Хоув Альбион | 2021/22    | Премьер-лига | 28    | 0    | 2     | 1     | 2          | 1          | —      | —      | 32    | 2    |
| Брайтон энд Хоув Альбион | 2022/23    | Премьер-лига | 0     | 0    | 0     | 0     | 0          | 0          | —      | —      | 0     | 0    |
| Брайтон энд Хоув Альбион | 2023/24    | Премьер-лига | 17    | 0    | 2     | 0     | 0          | 0          | 0      | 0      | 19    | 0    |
| Брайтон энд Хоув Альбион | 2024/25    | Премьер-лига | 4     | 0    | 1     | 0     | 2          | 0          | —      | —      | 7     | 0    |
| Брайтон энд Хоув Альбион | Итог       | Итог         | 61    | 0    | 6     | 1     | 4          | 1          | 0      | 0      | 71    | 2    |
| Фейеноорд                | 2024/25    | Эредивизи    | 14    | 3    | 1     | 0     | —          | —          | 4      | 1      | 19    | 4    |
| Общий итог               | Общий итог | Общий итог   | 208   | 23   | 16    | 1     | 4          | 1          | 14     | 1      | 242   | 26   |

1. ↑  Включая Кубок Польши, Кубок Англии, Кубок Нидерландов
2. ↑  Включая Кубок Английской футбольной лиги
3. ↑  Матчи в Лиге Европы
4. ↑  Матчи в Лиге чемпионов

### Международная
| Сборная | Год  | Матчи | Голы |
| ------- | ---- | ----- | ---- |
| Польша  | 2020 | 6     | 1    |
| Польша  | 2021 | 12    | 1    |
| Польша  | 2022 | 2     | 0    |
| Польша  | 2024 | 11    | 0    |
| Итог    | Итог | 31    | 2    |

### Голы за сборную
| № | Дата           | Место                  | Соперник | Счёт | Результат | Турнир                  |
| - | -------------- | ---------------------- | -------- | ---- | --------- | ----------------------- |
| 1 | 11 ноября 2020 | Шлёнски, Хожув, Польша | Украина  | 2:0  | 2:0       | Товарищеский матч       |
| 2 | 31 марта 2021  | Уэмбли, Лондон, Англия | Англия   | 1:1  | 1:2       | Квалификация на ЧМ 2022 |